# Paapsche Leer
De Paapsche Leer (ook wel bekend als de Paapse Leere) was een monumentaal pand in de Friese plaats Ureterp dat bekendstond om zijn bijzondere gevelsteen. Het huis is in jaren negentig gesloopt. Waarschijnlijk heeft de Paapsche Leer ooit dienstgedaan voor minderbroeders als kapel of stond er op die plek een kapel welke gewijd was aan Sint Bonifacius. In de nokanker staat de datering 1766.

## Beschrijving

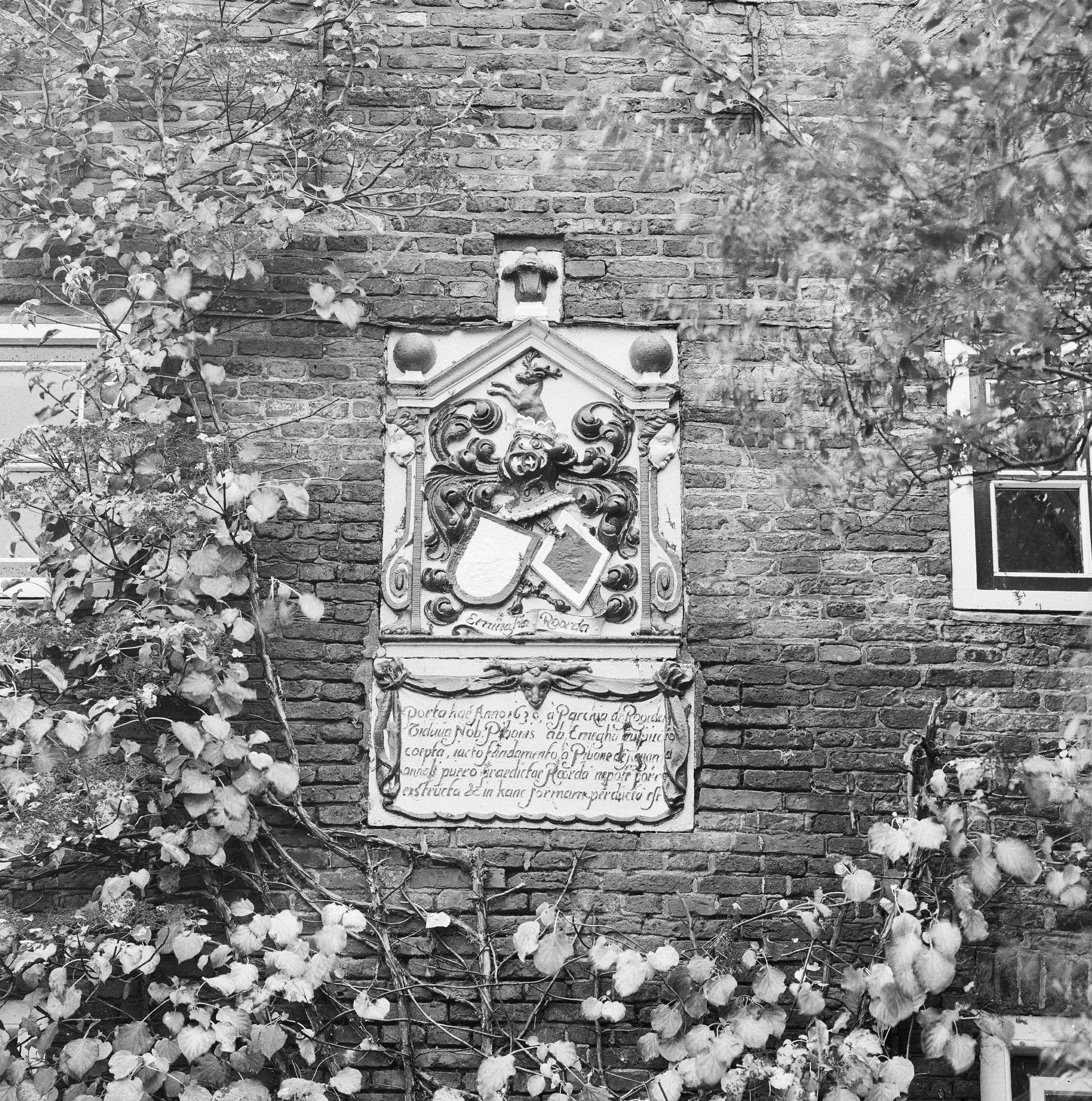
De gevelsteen in de Paapsche Leer

Het huis was een eenlaagspand met zadeldak. Op de gevelhoeken zaten engelenkopjes en de platte uitbouw op het zuiden had als versiering in de dakrand een eekhoorn met een paar takjes. Het voorhuis was gedekt met holle, geglazuurde pannen en de topgevel werd gekenmerkt door karakteristiek vlechtwerk.
In de voorgevel van het huis zat een bijzondere gevelsteen die ouder is dan het huis zelf. Op de steen staan een stukje Latijnse tekst en de wapenschilden van de adellijke families Emingha en Van Roorda. De wapens zelf zijn verdwenen, waarschijnlijk weggehakt in de Franse tijd. De vertaalde tekst luidt: „Deze poort, die Parchia van Roorda, de weduwe van den edelen Pibo van Emegha, in het jaar 1630 begon te bouwen, nadat de eerste steen was gelegd door de jeugdige Pibo van Aggama, een kleinzoon van genoemde Roorda, is onlangs opgetrokken en in deze vorm voltooid". Het wapenschild is afkomstig uit het poortgebouw van de stins van de familie Roorda in Franeker. Verondersteld wordt dat een schipper die terpaarde vervoerde de gevelsteen heeft meegebracht naar Ureterp aan de Vaart
In 1962 werd nog geld uitgetrokken voor een restauratie.
In de jaren negentig  is het pand gesloopt. Na de sloop kwamen de gevelsteen en de engelenkopjes in bezit van Museum Opsterland.